# كارل لي
كارل لي (بالإنجليزية: Carl Lee) هو لاعب كرة قدم أمريكية أمريكي، ولد في 6 فبراير 1961 في ساوث تشارلستون في الولايات المتحدة.

## وصلات خارجية
- كارل لي على موقع مرجع كرة القدم المحترفة.كوم (الإنجليزية)